# Triết học châu Phi
Triết học châu Phi là triết học được tạo ra bởi những người châu Phi, một loại triết học trình bày những quan điểm về thế giới quan của người Châu Phi, hay triết học sử dụng các phương pháp triết học châu Phi riêng biệt. Các nhà triết học châu Phi có thể được tìm thấy trong các lĩnh vực triết học khác nhau, chẳng hạn như siêu hình học, nhận thức luận, triết học đạo đức, và triết học chính trị.

## Định nghĩa
Phần lớn triết học hiện đại châu Phi có liên quan với việc xác định tính triết học dân tộc của triết học châu Phi và xác định những gì phân biệt nó từ các truyền thống triết học khác. một số giả định của triết học dân tộc cho rằng một nền văn hóa cụ thể có một triết lý,nếu không thì các học giả có thể tìm hiểu tất cả các dân tộc và các nền văn hóa trên thế giới, Tuy nhiên, khái niệm này gây tranh cãi bởi nhà triết học truyên thống.
Hơn nữa, trong A Discourse on African Philosophy: A New Perspective on Ubuntu and Transitional Justice in South Africa, Christian BN Gade lập luận rằng cách tiếp cận dân tộc học đối với triết học châu Phi như một tài sản mang tính ấm là rất có vấn đề. Nghiên cứu của ông về Ubuntu trình bày một bài diễn văn tập thể thay thế về triết học châu Phi ("tập thể" theo nghĩa là nó không tập trung vào bất kỳ cá nhân cụ thể nào), có sự khác biệt, phát triển lịch sử và bối cảnh xã hội một cách nghiêm túc.
Nhà triết học Nigeria, Uzodinma Nwala, trước khi làm việc để giảng dạy tại UNN, nói rằng không có Triết học châu Phi nào có sẵn như là một khóa học tại các trường đại học. "Tất cả những gì chúng tôi được dạy sinh viên là triết học phương Tây. Chẳng có gì giống triết học châu Phi tồn tại ở đâu cả. Trên thực tế, nhiều năm sau khi giới thiệu khóa học, vẫn còn tranh cãi giữa các chuyên gia." Ông được trao giải thưởng Aimé Césaire vào năm 2013 tại Đại học Abuja cho công việc của mình.
Triết học châu Phi có thể được chính thức định nghĩa là một tư duy phê phán của người châu Phi về kinh nghiệm của họ về thực tại. Nhà triết học người Nigeria, KC Anyanwu, đã định nghĩa triết học châu Phi là "điều mà nó liên quan đến cách thức mà người Châu Phi trong quá khứ và hiện tại có ý nghĩa về vận mệnh của họ và của thế giới nơi họ sống." 
Về vấn đề này, triết học châu Phi là một sự phản ánh quan trọng về các lãnh đạo châu Phi trong việc quản lý các nghĩa vụ của họ đối với công dân của minh; sự phẫn nộ về mặt đạo đức hay sự đáng khen ngợi của nó. Nó cũng sẽ cung cấp các giải pháp khả thi cho các vấn đề có kinh nghiệm trong quản lý ở Châu Phi. 
Như một cuộc nghiên cứu quan trọng hợp lý về người châu Phi và thế giới của họ, đó là nhiệm vụ của triết học châu Phi và các nhà triết học châu Phi để làm cho sự phối hợp ma không phối hợp, quan trọng không quan trọng và khớp nối không rõ ràng, đặc biệt trong trường hợp Châu Phi sơ khai 
Một trong những bất đồng cơ bản nhất liên quan đến những gì chính xác thuật ngữ 'châu Phi' có đủ điều kiện hay không: nội dung của triết học và các phương pháp đặc biệt được sử dụng, hoặc danh tính của các nhà triết học. Trên quan điểm trước đây, triết học được tính là của châu Phi nếu nó liên quan đến các chủ đề Châu Phi như nhận thức về thời gian, tính thuyết phục, không gian và các chủ đề khác, hoặc sử dụng các phương pháp được định nghĩa là châu Phi đặc biệt. Trong quan điểm thứ hai, triết học châu Phi là bất kỳ triết lý nào được tạo ra bởi người châu Phi hoặc bởi người gốc châu Phi, và những người khác tham gia vào các phê bình hoặc phân tích các tác phẩm của họ.
Nhà triết học Nigeria Joseph I. Omoregbe định nghĩa rộng rãi một nhà triết học là một trong những người cố gắng hiểu các hiện tượng của thế giới, mục đích của sự tồn tại của con người, bản chất của thế giới, và là nơi của con người trong thế giới đó. Hình thức triết học tự nhiên này có thể nhận dạng ở châu Phi ngay cả trước khi các nhà triết học châu Phi riêng biệt có thể được phân biệt trong các tài liệu

## Các trường phái
Triết học ở châu Phi có lịch sử phong phú và đa dạng, có niên đại ít nhất từ trước triết học Ai Cập cổ đại được xác định trong tư tưởng và văn hóa Ai Cập, và tiếp tục thông qua sự phát triển của truyền thống triết học khu vực lớn như Bắc Phi, Tây Phi, Trung Phi, và Sừng châu Phi.
Vào đầu và giữa thế kỷ XX, các phong trào chống thực dân đã có tác động to lớn đến sự phát triển của một triết học chính trị châu Phi khác biệt có sự cộng hưởng trên cả lục địa và cộng đồng người châu Phi. Cũng có sự ảnh hưởng đáng chú ý trong tiền thuộc địa và đầu kỷ nguyên hậu thuộc địa với chủ nghĩa Mác và Cộng sản truyền thống phát triển trong suốt thế kỷ XX, dẫn đến sự hưng thịnh của triết học kinh tế truyền thống. Một ví dụ nổi tiếng về các công trình triết học kinh tế nổi lên từ thời kỳ này là triết học xã hội chủ nghĩa châu Phi của Ujamaa được thúc đẩy ở Tanzania và các phần khác của Đông Nam Phi. Những phát kiến triết học chính trị và kinh tế châu Phi này cũng có tác động đáng chú ý đến các phong trào chống thực dân của nhiều dân tộc phi châu Phi trên khắp thế giới.

## Cận Đại

### Bắc Phi
Ở Bắc Phi, được cho là trung tâm phát triển triết học Ai Cập cổ đại và Sudan là quan niệm "ma'at", được dịch gần như là "công lý", "chân lý", hay đơn giản là "điều đúng". Một trong những công trình đầu tiên của triết học chính trị là Maxims của Ptah-Hotep, được dạy cho các học sinh Ai Cập trong nhiều thế kỷ.
Các nhà triết học Ai Cập cổ đại cũng đóng góp quan trọng cho triết học Hy Lạp và triết học Kitô giáo. Trong truyền thống Hy Lạp, trường phái triết học có ảnh hưởng của Chủ nghĩa Tân-Plato được thành lập bởi nhà triết học Ai Cập Plotinus vào thế kỷ thứ 3 trước Công nguyên.

#### Ki-tô giáo
Trong truyền thống Kitô giáo, Augustinô thành Hippo là nền tảng của triết học và thần học Kitô giáo. Ông sống từ 354 đến 430 sau Công nguyên, và viết tác phẩm nổi tiếng nhất của ông, Thành phố Tâm linh, tại Hippo Regius (nay là Annaba, Algérie). Ông đã thách thức một số ý tưởng về thời đại của mình bao gồm giáo phái A lí ô, và thiết lập các khái niệm về tội lỗi nguyên thủy và ân điển thiêng liêng trong triết học và thần học Kitô giáo.

#### Hồi giáo
Trong truyền thống Hồi giáo, Ibn Bajjah đã nghiên cứu các dòng Tân Platon trong thế kỷ 12 Sau công nguyên. Mục đích của cuộc sống con người, theo Bajja, là đạt được hạnh phúc đích thực, và hạnh phúc thực sự đạt được bằng cách nắm bắt cái phổ biến thông qua lý trí và triết học, và khuôn khổ tôn giáo có tổ chức.
Ibn Rushd đã nghiên cứu nhiều dòng chủ nghĩa Aristole, thiết lập trường phái triết học của chủ nghĩa Averro. Đáng chú ý, ông lập luận rằng không có xung đột giữa tôn giáo và triết học, và thay vào đó có nhiều con đường đến Thượng đế, tất cả đều hợp lệ, và triết gia được tự do đi theo con đường lý tưởng trong khi người thường không thể đi con đường đó, và chỉ có thể đi theo con đường mà giáo lý tôn giáo truyền cho họ.
Ibn Sab'in đã thách thức quan điểm trên, cho rằng các phương pháp triết học của Aristotole vô dụng trong việc cố gắng hiểu vũ trụ, bởi vì những ý tưởng đó không phản ánh được sự thống nhất cơ bản của vũ trụ với chính nó và với Thượng đế, để có sự hiểu biết thực sự đòi hỏi một phương pháp khác lý luận.

### Tây Phi
Nổi bật nhất trong triết học tiền hiện đại của Tây Phi là triết học Yoruba (Ước Lỗ Ba/Dố Ru Bà) và thế giới quan đặc biệt trong hàng ngàn năm phát triển của nó. Các khái niệm triết học như Omoluabi (Ô-mô-loa-bì) là không thể thiếu trong hệ thống này, và toàn bộ các yếu tố của nó được chứa trong những gì được biết đến là Itan. Các tư tưởng về vũ trụ và triết lý của Akan (A Khảm/Á-can), Dogon (Đa Cống/Đô-gòn) và Dahomey (Đo-ho-mì) cũng góp phần đáng kể vào triết học Tây Phi.

#### Hồi giáo
Trong lịch sử truyền thống triết học Tây Phi đã có tác động đáng kể bởi triết học Hồi giáo đã ảnh hưởng đến các học giả sinh ra hoặc làm việc ở châu Phi ở các trung tâm học tập như Djenne (Kiệt Nội/Chê-nề) và Timbuktu (Đình Ba Khắc Đồ/Chim-bà-chu) ở Mali (Mã Lí/Me-lì). Nhiều người trong số những nhà trí thức và học giả đã tạo ra một hẹ thống triết học của mình ở những thành phố này.

### Sừng châu Phi
Ở Sừng châu Phi, có một số nguồn tài liệu về sự phát triển của triết học Ethiopia riêng biệt từ thiên niên kỷ đầu tiên trở đi. Trong số các ví dụ đáng chú ý nhất từ các tài liệu này xuất hiện từ công trình của nhà triết học thế kỷ 17 Zera Yacob (Dei-ra-Ya-cốp), và của các đệ tử của ông.

### Nam Phi
Ở Nam Phi và Đông Nam Phi phát triển một Triết học Bantu (Ben-chù) đặc biệt giải quyết bản chất của sự tồn tại, vũ trụ và quan hệ nhân loại với thế giới sau cuộc di cư Bantu đã có tác động đáng kể đến sự phát triển triết học của các vùng nói trên, với sự phát triển của triết học Ubuntu (Ô ban đồ/U-bơn-tù) là một ví dụ đáng chú ý của thế giới quan này.

### Trung Phi
Nhiều hệ thống triết học Trung Phi trước khi cuộc di cư Bantu vào Nam Trung Phi đã được xác định là một đặc điểm thống nhất của nhiều dân tộc Nin và tiếng Sudan, cuối cùng dẫn đến những thế giới quan trọng được xác định trong quan niệm về thời gian, sự sáng tạo của thế giới, bản chất con người, và mối quan hệ đúng đắn giữa loài người và thiên nhiên phổ biến trong thần thoại Dinka, thần thoại Maasai và những truyền thống tương tự.

### Người Phi di cư
Một số truyền thống triết học triết học Người Phi di cư hiện đại cũng đã được xác định, chủ yếu được tạo ra bởi hậu duệ của người châu Phi ở châu Âu và châu Mỹ. Một người nghiên cứu triết học châu Phi thời tiền sử đáng chú ý là Anthony William Amo, người được coi là nô lệ từ Awukenu ở Ghana (Già nạp), và được nuôi dưỡng và đào tạo ở châu Âu, nơi ông lấy bằng tiến sĩ về y học và triết học, và sau đó trở thành giáo sư triết học tại các trường đại học Halle Halle và Jena (Gia nã) ở Đức.

## Hiện đại
Nhà triết học người Kenya Henry Odera Oruka đã phân biệt những gì ông gọi là bốn xu hướng trong triết học châu Phi hiện đại: dân tộc học, triết học khôn ngoan, triết học tư tưởng dân tộc, và triết học chuyên nghiệp. Trên thực tế, sẽ thực tế hơn khi gọi chúng là ứng cử viên cho vị trí của triết học châu Phi, với sự hiểu biết rằng nhiều hơn một trong số chúng có thể phù hợp với tính chất. (Oruka sau bổ sung thêm hai loại thêm: văn học triết lý / nghệ thuật, chẳng hạn như tác gia văn chương như Ngũgĩ wa Thiong'o (Ân Cổ Cát · Ngõa · Đề Ngang Qua), Wole Soyinka (Ác Lôi · Tác Nhân Tạp), Chinua Achebe (Kỳ Nỗ A · A Thiết Bối), Okot p'Bitek, và Taban Lo Liyong, và triết học thông diễn, phân tích các ngôn ngữ Châu Phi để tìm ra nội dung triết học.) In the African diaspora, Trong triết học châu Phi, nhà triết học người Mỹ Maulana Karenga cũng đáng chú ý trong việc đưa ra các định nghĩa khác nhau cho sự hiểu biết về triết học châu Phi hiện đại, đặc biệt là khi nó liên quan đến các nguồn sớm nhất của nó.

### Triết học tư tưởng dân tộc và triết học thông minh
Triết học tư tưởng dân tộc đã được sử dụng để ghi lại những niềm tin được tìm thấy trong nền văn hóa châu Phi. Cách tiếp cận này xử lý triết học Châu Phi như bao gồm trong một tập hợp các niềm tin, giá trị, trường phái và giả định được chia sẻ trong ngôn ngữ, thực tiễn và niềm tin của nền văn hóa châu Phi; trong ngắn hạn, thế giới quan độc đáo của người châu Phi. Như vậy, nó được xem như một vật phẩm xã hội chứ không phải là một hoạt động cho cá nhân.
Một người ủng hộ hình thức này, Placide Tempels, lập luận trong Triết học Bantu rằng các trường phái siêu hình của Bantu 
được phản ánh trong các loại ngôn ngữ của họ. Theo quan điểm này, triết học châu Phi có thể được hiểu rõ nhất là sự nảy nở từ các giả định cơ bản về thực tế được phản ánh trong các ngôn ngữ của châu Phi.
Một ví dụ khác của phương pháp tiếp cận này là công trình của EJ Algoa của Đại học Port Harcourt ở Nigeria (Nại Cập Lợi Á), người tranh luận về sự tồn tại của một triết học lịch sử châu Phi xuất phát từ những câu tục ngữ truyền thống từ đồng bằng Niger (Ni Nhật Nhĩ) trong bài báo của ông "Triết học lịch sử châu Phi trong truyền thống truyền khẩu." Algoa lập luận rằng trong triết học châu Phi, tuổi tác được coi là một yếu tố quan trọng trong việc đạt được trí tuệ và diễn giải quá khứ. Để ủng hộ quan điểm này, ông trích dẫn các câu tục ngữ như "Sống được nhiều ngày thì khôn ngoan hơn" và "Những gì một ông già nhìn thấy khi ngồi thì một thanh niên không thể thấy khi đứng." Chân lý được xem là vĩnh cửu và không thay đổi ("Chân lý không bao giờ bị thối rữa"), nhưng con người phải chịu lỗi ("Ngay cả một con ngựa bốn chân cũng vấp ngã"). Thật nguy hiểm khi phán xét bởi sự xuất hiện ("Một con mắt to không có nghĩa là tầm nhìn sáng suốt"), nhưng quan sát đầu tay có thể được tin cậy ("Người thấy không sai"). Quá khứ không được xem là cơ bản khác với hiện tại, nhưng tất cả lịch sử là lịch sử đương đại"
Một ứng dụng gây tranh cãi hơn của phương pháp này được thể hiện trong các khái niệm về nền văn hoá da đen. Leopold Senghor (Lợi Áo Ba Đức · Tắc Đạt Nhĩ · Tang Qua Nhĩ), người đề xướng nền văn hoá da đen, lập luận rằng cách tiếp cận châu Phi rõ ràng với thực tế dựa trên cảm xúc hơn là logic, tự phát trong sự tham gia hơn là phân tích và thể hiện bản thân thông qua nghệ thuật hơn là khoa học. Mặt khác. Cheikh Anta Diop và Mubabinge Bilolo, đồng ý rằng văn hóa châu Phi là duy nhất, thách thức quan điểm của người châu Phi về cơ bản về cảm xúc và nghệ thuật, cho rằng Ai Cập là một nền văn hóa châu Phi có thành tích về khoa học, toán học, kiến trúc, và triết học được ưu tiên. Triết học này cũng có thể bị coi là quá rút gọn do những chiến thắng khoa học và học thuật rõ ràng không chỉ của Ai Cập cổ đại, mà còn là Nubia, Meroe, cũng như thư viện lớn của Timbuktu, mạng lưới thương mại rộng lớn và vương quốc Bắc Phi, Tây Phi, Trung Phi, Sừng Châu Phi và Đại Zimbabwe và các đế quốc lớn khác ở miền Nam, Đông Nam và Trung Phi.
Các nhà phê bình của phương pháp này cho rằng công việc triết học thực tế trong việc tạo ra một triết lý mạch lạc đang được thực hiện bởi nhà triết học học thuật (như Algoa), và những câu nói của cùng một nền văn hóa có thể được lựa chọn và tổ chức theo nhiều cách khác nhau để tạo ra những hệ thống suy nghĩ rất khác thường, mâu thuẫn nhau.
Triết học thông minh là một loại phiên bản cá nhân của dân tộc học, trong đó người ta ghi lại niềm tin của một số thành viên đặc biệt của một cộng đồng. Tiền đề ở đây là, mặc dù hầu hết các xã hội đòi hỏi một mức độ phù hợp của niềm tin và hành vi từ các thành viên của họ, một số ít các thành viên đạt được một mức độ kiến thức và hiểu biết rất cao về thế giới của nền văn hóa của họ; những người như vậy được gọi là hiền nhân. Trong một số trường hợp, hiền nhân vượt quá sự hiểu biết và hiểu biết về sự phản chiếu và tự đặt câu hỏi - họ trở thành mục tiêu của sự thông triết học.
Các nhà phê bình có cách tiếp cận này lưu ý rằng không phải tất cả sự phản ánh và đặt câu hỏi đều là triết học; bên cạnh đó, nếu triết học châu Phi được xác định hoàn toàn về mặt triết học, thì ý nghĩ về các hiền nhân không thể là triết học châu Phi, vì họ không ghi lại chúng từ các hiền nhân khác. Ngoài ra, theo quan điểm này, sự khác biệt duy nhất giữa nhân chủng học hoặc dân tộc học về triết học châu Phi có vẻ là quốc tịch của nhà nghiên cứu.
Các nhà phê bình tranh luận thêm rằng vấn đề với cả hai chủ nghĩa dân tộc học và triết học triết học là chắc chắn có một sự phân biệt quan trọng giữa triết học và lịch sử của các ý tưởng, mặc dù các nhà triết học khác xem xét hai chủ đề tương tự nhau. Lập luận cho rằng dù niềm tin của một dân tộc như Akan hay Yoruba có thể là gì đối với nhà triết học, chúng vẫn là niềm tin, chứ không phải triết học. Để gọi chúng là triết lý là sử dụng ý nghĩa thứ hai của thuật ngữ đó, chẳng hạn như trong "triết lý của tôi là sống và để sống."

### Triết học chuyên nghiệp
Triết học chuyên nghiệp thường được xác định là triết học của các nhà triết học châu Phi được đào tạo trong truyền thống triết học phương Tây, bao trùm một cái nhìn tổng quát về các phương pháp và mối quan tâm của triết học. Những nhà triết học đã xác định trong trường phái này thường từ chối một cách rõ ràng các giả định của triết học tư tưởng dân tộc và chấp nhận một thế giới quan phổ quát của triết học mà yêu cầu tất cả triết lý để có thể truy cập và áp dụng đối với tất cả các dân tộc và các nền văn hóa trên thế giới Đây là ngay cả khi triết học trả lời cụ thể các câu hỏi được ưu tiên bởi các triết học quốc gia hoặc khu vực riêng lẻ có thể khác nhau. Một số triết gia Châu Phi được xếp vào loại này là Paulin Hountondji, Peter Bodunrin, Kwasi Wiredu, Tsenay Serequeberhan, Marcien Towa và Lansana Keita.

## Đạo đức học châu Phi
Mặc dù dân tộc Châu Phi cực kỳ đa dạng, dường như có một số ý tưởng đạo đức được chia sẻ giữa nhiều dân tộc. Trong một số nền văn hóa châu Phi, đạo đức tập trung vào tính cách của một người, và nói rằng "anh ấy không có đạo đức" dịch nghĩa một cái gì đó như "anh ấy không có tính cách". Tính cách của một người phản ánh sự tích lũy hành động của anh ta và thói quen ứng xử của anh ta; do đó, nó có thể được thay đổi trong cuộc sống của một người. Trong một số nền văn hóa châu Phi, "nhân tính" dùng để chỉ một người trưởng thành có những đức tính đạo đức, và một người cư xử tệ hại không được coi là một con người, ngay cả khi người đó được coi là con người.
Trong khi nhiều xã hội châu Phi truyền thống có tính tôn giáo cao, tôn giáo của họ không được tiết lộ, và do đó, đạo đức không tập trung vào các mệnh lệnh thiêng liêng. Thay vào đó, đạo đức là nhân văn và vị lợi: nó tập trung vào việc cải thiện chức năng xã hội và phát triển con người. Mặt khác, phúc lợi xã hội không chỉ là tổng hợp phúc lợi cá nhân; thay vào đó, có một giá trị thể hiện "xã hội tốt" tập thể mà mọi người đều muốn, như hòa bình và ổn định. Nói chung, đạo đức châu Phi là mang tính xã hội hoặc tập thể hơn là cá nhân và thống nhất trong ý thức hệ. Hợp tác và lòng vị tha được coi là rất quan trọng. Đạo đức châu Phi đặt trọng lượng nhiều hơn vào nhiệm vụ của hành vi xã hội hơn là quyền lợi, trái ngược với hầu hết đạo đức phương Tây.

## Triết học hải ngoại châu Phɪ
Triết học hải ngoại châu Phɪ là công trình của các nhà triết học gốc châu Phi và những người khác có công việc đề cập đến vấn đề của ˞hải ngoại châu Phɪ]]. 
Triết học hải ngoại châu Phɪ bao gồm các ý tưởng triết học, lý luận và lý thuyết về mối quan tâm đặc biệt đối với người gốc Châu Phi. Một số chủ đề được triết học Châu Phi khám phá bao gồm: Triết học châu Phi trước Socrates và các cuộc tranh luận ngày nay thảo luận về lịch sử ban đầu của triết học phương Tây, văn bản hậu thuộc địa ở châu Phi và châu Mỹ, đàn áp người da đen, chủ nghĩa hiện sinh châu Phi ở Hoa Kỳ, và ý nghĩa của "đen" trong thế giới hiện đại.

## Danh sách những nhà triết học châu Phi
Đây là danh sách các nhà triết học đã đưa ra lý thuyết về truyền thống châu Phi, cũng như các triết gia từ lục địa châu Phi.
| Người Algeria - Albert Camus - Louis Althusser - Mohammed Arkoun - Augustine of Hippo - Malek Bennabi - Jacques Derrida - Frantz Fanon - Bernard-Henri Lévy - Djillali Liabes - Mohammed Chaouki Zine Người Benin - Paulin J. Hountondji Người Cameroon - Achille Mbembe Người Congo - Jacques Depelchin - V. Y. Mudimbe - Ernest Wamba dia Wamba - Theophile Obenga - Tamba Nlandu Người Ai Cập - Mustafa 'Abd al-Raziq - Arnouphis - Abdel Rahman Badawi - Mohamed Osman Elkhosht - George of Laodicea - Hassan Hanafi - Ihab Hassan - Suzy Kassem - Zaki Naguib Mahmoud - Abdel Wahab El-Messiri - Plotinus - Rifa'a al-Tahtawi - Fouad Zakariyya - Maimonides | Người Ethiopia - Walda Heywat - Zera Yacob Người Ghana - Kwame Nkrumah - Kwame Anthony Appiah - Al-Hajj Salim Suwari - Anton Wilhelm Amo - W. E. B. Du Bois - Kwame Gyekye - Ato Sekyi-Otu - Kwasi Wiredu Người Hy Lạp - Apollodorus xứ Athens - Clitimachus - Dio thành Alexandria - Dionysius xứ Cyrene - Heraclides Lembus - Hypatia - Lacydes thành Cyrene Người Kenya - John Mbiti - Micere Githae Mugo - Henry Odera Oruka - Ngũgĩ wa Thiong'o Người Libya - Sextus Julius Africanus - Aref Ali Nayed | Người Ma-rốc - Taha Abdurrahman - Alain Badiou - Bensalem Himmich - Mohammed Abed al-Jabri - Mohammed Aziz Lahbabi - Judah ben Nissim - Mohammed Sabila - Abu al-Abbas as-Sabti - Mohammed Allal Sinaceur - Hourya Sinaceur - Abdellatif Zeroual Người Nigeria - Obafemi Awolowo - John Olubi Sodipo - Chinua Achebe - Wole Soyinka - Nana Asma'u - Joseph Adebayo Awoyemi - Emmanuel Chukwudi Eze - Usman dan Fodio - Josephat Obi Oguejiofor - Ike Odimegwu - Theophilus Okere - Olusegun Oladipo - Kolawole Olu-Owolabi Người Rwanda - Alexis Kagame Người Senegal - Cheikh Anta Diop - Gaston Berger - Souleymane Bachir Diagne Người Nam Phi - Es'kia Mphahlele - John Langalibalele Dube - Steve Biko - David Benatar - J. N. Findlay - John McDowell Người Tanzania - Julius Nyerere Người Tunisia - Rachida Triki Người Zimbabwe - Munyaradzi Mawere |